# 哈康·恩德勒松
哈康·恩德勒松（挪威語：Håkon Endreson，1891年2月16日—1970年3月18日），挪威男子竞技体操运动员。他曾代表挪威获得1920年夏季奥运会体操比赛男子团体自由式银牌。他于1970年在貝魯姆去世。